# Бутаутас, Стяпас Мечиславович
Стяпас Мечиславович Бутаутас (лит. Stepas Butautas; 25 августа 1925, Каунас — 22 марта 2001, Каунас) — советский литовский баскетболист, трёхкратный чемпион Европы и серебряный призёр Олимпийских игр 1952 года. Мастер спорта СССР (1947). Заслуженный мастер спорта СССР (1950), заслуженный тренер СССР (1962), заслуженный тренер Литовской ССР (1962), заслуженный деятель физической культуры и спорта Литовской ССР (1962).

## Биография
Окончил в 1948 году Литовский институт физической культуры. Выступал за свою карьеру в каунасских баскетбольных командах «Динамо» и «Жальгирис». Член КПСС с 1962 года.
Чемпион СССР 1947 и 1951 годов. Чемпион Европы 1947, 1951 и 1953 годов, серебряный призёр летних Олимпийских игр 1952 года. Чемпион Всемирных студенческих игр 1949 и 1951 года, чемпион Международных дружеских спортивных игр молодёжи.
После карьеры игрока работал преподавателем кафедры физического воспитания Каунасского политехнического института (начав ещё в 1951 году и уйдя с этой должности в 1975 году), став её доцентом в 1971 году.
В 1955—1956 годах тренировал женскую баскетбольную сборную Литовской ССР, с 1958 по 1964 годы был главным тренером женской сборной СССР, в 1967—1968 и 1970 годах тренировал сборную Кубы.
Главный тренер каунасской женской командой «Политехника» (1960—1966). С 1975 по 1978 годы — главный тренер «Жальгириса».
С 1978 по 1985 года снова работал в Литовском институте физической культуры доцентом кафедры физического воспитания.
В 1991 году по решению ФИБА был назван одним из 50 лучших баскетболистов XX века по версии ФИБА (1991).
Был женат на Оне Барткевичюте. Дети: Вида Бутаутайте-Гриниене и Рамунас Бутаутас (баскетбольный тренер).
Скончался после тяжёлой болезни 22 марта 2001 в родном Каунасе. Похоронен в Каунасе на Эйгуляйском кладбище.

## Награды
- орден Трудового Красного Знамени (27.04.1957) — «за успехи, достигнутые в деле развития массового физкультурного движения в стране, повышения мастерства советских спортсменов, и успешное выступление на международных соревнованиях»
- Кавалер ордена Великого князя Литовского Гядиминаса (10.02.1994)[5]

Карьера игрока:
- Серебряный призер Олимпийских игр 1952 года;
- Чемпион Всемирных студенческих игр: 1949, 1951;
- Чемпион Международных дружеских спортивных игр молодежи: 1953;
- Чемпион СССР: 1947, 1951.

Карьера тренера:
- Чемпион мира: 1959, 1969;
- Чемпион Европы: 1960, 1962;
- Серебряный призёр чемпионата Европы: 1958;
- Серебряный призёр Центробаскета: 1967
- Чемпион Универсиады: 1977;
- Бронзовый призёр чемпионата СССР: 1978.